# Drahtbruch
Drahtbruch ist ein Begriff aus der Elektrotechnik, der den Fehlerzustand bezeichnet, bei dem ein normalerweise geschlossener elektrischer Stromkreis eine Unterbrechung z. B. durch Kabelbruch aufweist und deswegen nicht mehr funktioniert.
In der Automatisierungstechnik wird zur Erkennung eines Drahtbruches die Live-Zero-Technik verwendet. Bei dem Einheitssignal 4–20 mA wird der Anfang des Messbereichs  dem Signalwert 4 mA zugeordnet. Tritt dann ein Drahtbruch auf, so kann dies aufgrund des fehlenden Stromes festgestellt werden.
Ein Drahtbruch bei der Verkabelung der Sensoren von Gefahrenmeldeanlagen kann mittels des Ruhestromprinzips festgestellt werden. Zum Einsatz kommt dies beispielsweise bei Einbruchmeldeanlagen oder Brandmeldeanlagen.